# Patrizio Bianchi
Patrizio Bianchi (Copparo, 28 mei 1952) is een Italiaanse academicus, econoom en politicus. Van februari 2021 tot oktober 2022 was hij minister van Onderwijs in het Italiaanse kabinet-Draghi.

## Loopbaan
Patrizio Bianchi werd geboren in Copparo, maar groeide op in de nabijgelegen stad Ferrara. Hij studeerde politieke wetenschappen aan de Universiteit van Bologna, waar hij onderwezen werd door onder anderen Romano Prodi. Na zijn afstuderen in 1976 specialiseerde hij zich in economie en industriepolitiek aan de Britse London School of Economics.
Gedurende de eerste helft van de jaren tachtig was Bianchi onderzoeker aan de faculteit der Economische Wetenschappen van de universiteiten van Trento en Bologna. In 1989 werd hij gasthoogleraar politieke economie, aanvankelijk aan de universiteit van Udine en vanaf 1991 aan die van Bologna. Aan de Universiteit van Bologna werd hij in 1994 hoogleraar Economisch Beleid. In 1997 stapte hij over naar de universiteit van Ferrara, waar hij werkzaam was als hoogleraar, decaan en ten slotte rector magnificus (2004–2010). Tussendoor was Bianchi lid van het bestuur van de Istituto per la Ricostruzione Industriale (IRI) en voorzitter van Sviluppo Italia, een nationaal bureau voor de ontwikkeling van Zuid-Italië.

### Politieke activiteiten
Van 2010 tot 2020 was Bianchi minister van Onderwijs en Werk in het bestuur van de regio Emilia-Romagna. In die functie coördineerde hij onder meer de wederopbouw van getroffen scholen na de zware aardbevingen van 2012. In 2010 onderscheidde toenmalig president Giorgio Napolitano hem met de Orde van Verdienste. In januari 2020 werd hij leerstoelhouder van de UNESCO op het gebied van Onderwijs, Groei en Gelijkheid.
Toen in Italië in februari 2021 een regering van nationale eenheid aantrad onder leiding van premier Mario Draghi, werd Bianchi benoemd tot minister van Onderwijs. Deze regering, het kabinet-Draghi, bestond uit politici van uiteenlopende partijen en uit onafhankelijke technocraten, onder wie Bianchi. Een van zijn taken was het normaliseren van het onderwijs na de coronapandemie, die Italië zwaar trof. In oktober 2022 kwam aan zijn ministerschap een eind nadat het kabinet voortijdig ten val was gekomen.